# Ordalie

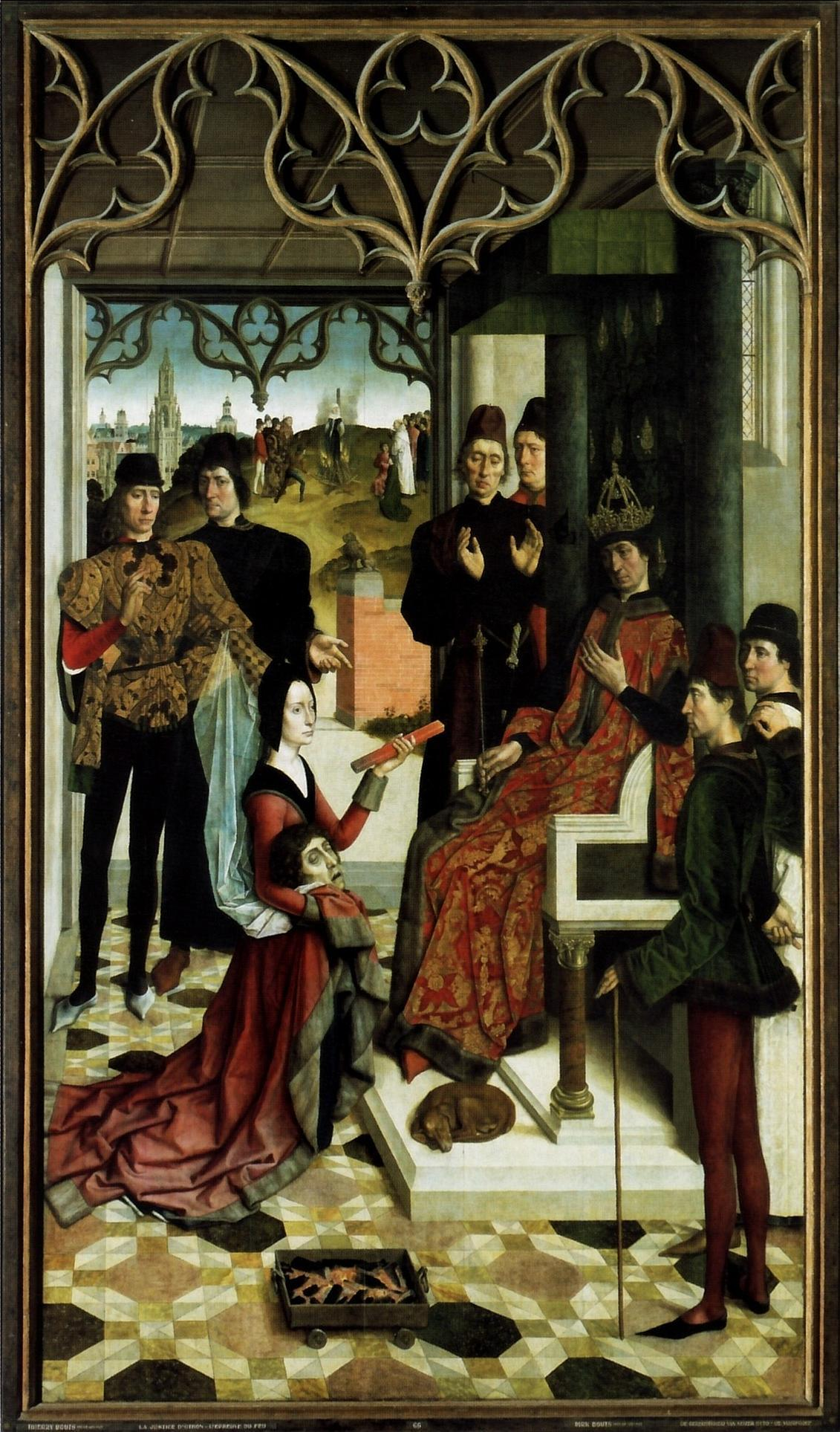
L'Épreuve du feu, de Dirk Bouts (1470 à 1482) (Musées royaux des Beaux-Arts de Belgique, Bruxelles).

Pour les articles homonymes, voir Ordalie (homonymie).
L'ordalie, ou « jugement de Dieu », était une forme de procès à caractère religieux, issue des coutumes franques mais probablement aussi de l'Ancien Testament, qui consistait à soumettre un suspect à une épreuve, douloureuse voire potentiellement mortelle, dont l'issue, théoriquement déterminée par une divinité ou Dieu lui-même, permettait de conclure à la culpabilité ou à l’innocence dudit suspect.
L'ordalie, pratiquée en Occident surtout au début du Moyen Âge, reposait sur des croyances et postulats religieux : si l'accusé était innocent, Dieu, qui le savait, l'aidait à surmonter l'épreuve. Pour autant, cette forme de justice n'était pas mise en œuvre par les autorités religieuses. Elle fut finalement condamnée par l'Église.

## Étymologie
Le mot est un emprunt savant au vieil anglais ordāl, ordēl (anglais moderne ordeal, en français « supplice », « épreuve ») par l'intermédiaire de l'anglo-latin ordālium, latin médiéval ordalium « jugement de Dieu ». Il a la même racine germanique que l'allemand Urteil et le néerlandais oordeel qui signifient « jugement », « verdict ».

## Présentation
L'ordalie consiste à faire passer à l'accusé une épreuve physique décidant de son sort. L'accusé est revêtu d'habits religieux pour se soumettre à ce « jugement de Dieu » car l'épreuve se déroule sous le regard de la divinité tutélaire. L’autorité judiciaire ne fait pas appel à des preuves établies, mais à la clairvoyance de cette divinité.
Bien qu'invoquant la divinité, ce mode de détermination de la preuve peut être partiellement orienté par les juges, qui décident du type d'ordalie à appliquer, plus ou moins douloureuse et dangereuse, et des circonstances de son exécution.
Le procédé est attesté dès les premiers temps historiques, dans le Code de Hammurabi en Babylonie. Il est très courant lors de la période franque du Moyen Âge européen, au côté du serment, l'écrit s'effaçant lors de la chute de l'Empire romain.
L'ordalie est apparentée à d'autres rituels consistant en une prise de risques arbitrée par le destin : exposition de nouveau-nés, combats singuliers opposant des champions pour décider d'une bataille, etc.
On applique également le terme à certains comportements volontaires de prise de risques, notamment le duel d'honneur apparu au XVe siècle, ou le comportement de nombreux adolescents (usages de stupéfiants, prise de risques routiers, etc.) ; toutefois, le fait que la prise de risque soit volontaire, hors de tout cadre légal (et même en rupture avec le cadre légal), et dépourvue de but, fait une différence essentielle avec l'ordalie stricto sensu.

## Typologie

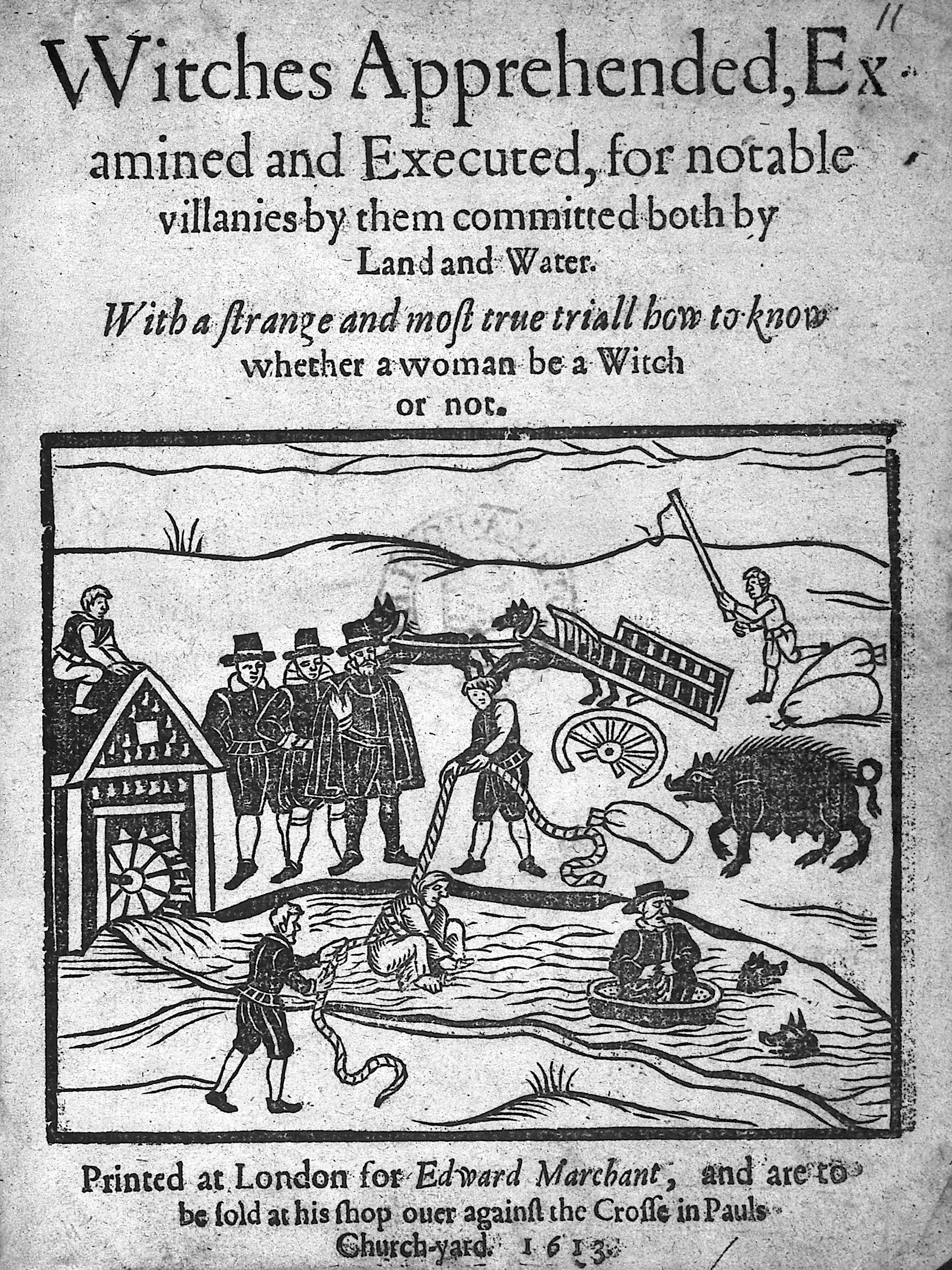
Sorcière soumise à l'ordalie par l'eau (1613).

Il y a deux sortes d’ordalies : l'unilatérale et la bilatérale.
Dans l’ordalie unilatérale, c’est à l'accusé de prouver son innocence ou son bon droit par le biais d'une épreuve sous le regard de la divinité. Au Moyen Âge, existaient de nombreuses épreuves par les éléments :
- l'ordalie par le fer rouge (ou ferrum candens) consistait à porter une barre de fer rougie sur neuf pas (ou marcher sur des socs de charrue chauffés à blanc). La main qui avait porté la barre était par la suite bandée dans un sac de cuir scellé par le juge. Pour savoir si l'accusé était coupable ou innocent, on regardait trois jours plus tard l'évolution de la plaie. Si la plaie était « belle », donc bien cicatrisée, cela prouvait l'innocence. Une vilaine plaie prouvait la culpabilité, la sentence étant proportionnelle à son état. C'est de cette pratique que viendrait l'expression « mettre sa main au feu »[3] lorsqu'on est sûr de son fait ;
- l'ordalie par l'eau bouillante (ou aqua fervens), variante de celle de l'épreuve du fer rouge. L'accusé devait plonger son bras dans un chaudron bouillant, et ramener le caillou (ou plus souvent l'anneau béni) qui s'y trouvait. Une fois de plus, on bandait le bras brûlé et on vérifiait l'état de la plaie quelques jours plus tard ;
- l'ordalie par le feu. L'accusé devait traverser deux bûchers entrecroisés sans se brûler, afin de prouver son innocence ;
- l'ordalie par l'eau froide (ou aqua frigida) souvent appliquée aux sorcières. L'accusé était plongé dans une eau froide (souvent une rivière). S'il coulait, il était déclaré innocent (et mourait aussitôt), alors que s'il flottait, on croyait que l'accusé détenait des pouvoirs magiques et il était déclaré coupable, puis il subissait le procès en vigueur[4]. Étant donné qu'au Moyen âge des procès en sorcellerie suivaient toujours une condamnation, les chances de s'en sortir étaient infimes. Montesquieu rapporte que la plupart des femmes accusées de sorcellerie étaient âgées, frêles, voire squelettiques car vivant en marge de la société. Elles avaient donc tendance à couler. Cette épreuve était déjà appliquée en Mésopotamie où on l'appelait « jugement du fleuve » ;
- l’ordalie du pain et du fromage. On gavait l’accusé de pain et de fromage. S’il n’arrivait pas à avaler, s’étouffant, il était coupable ; en viendrait l’expression « rester en travers de la gorge »[3],[5]. Le fromage pouvait être remplacé par l’hostie : en 868, le concile de Worms recommande aux évêques de remplacer le fromage par une hostie consacrée lorsqu'il s'agit de prêtres accusés[6].
- l'ordalie par la piqûre. Une aiguille pique un organe (langue, oreille, coin de la bouche) de l'accusé. Le signe de la culpabilité varie : transpercement de la peau, saignement[7].

Dans l'ordalie bilatérale, les épreuves opposaient les personnes aux prétentions contradictoires :
- le combat judiciaire. Les deux parties (ou leurs champions respectifs) s'opposaient dans un duel à mort. Le vainqueur de l'épreuve prouvait par ce jugement divin le bien-fondé de sa prétention. Ce combat mortel, allant toujours à son terme, était courant pour les affaires de crimes. Le choix des armes se faisant selon la classe sociale, seuls les nobles pouvaient se battre à l'épée ou la lance. Se généralisant au XIe siècle, ce duel se poursuivra sous la dynastie capétienne, les institutions religieuses voulaient l'interdire mais finalement le toléraient car la divinité de référence, supposée bonne, ne pouvait pas laisser triompher le mauvais et mourir le bon. Ce combat pouvait opposer un homme à un animal, comme celui du chevalier Macaire et du chien de Montargis, en 1490 ;
- ordalie de la croix. Instituée par Charlemagne, elle consistait pour les personnes impliquées à se placer en forme de croix, être ligotées à un poteau et réussir à tenir le plus longtemps les bras levés à l'horizontale. Le premier à baisser les bras abandonnait, d'où l'expression « baisser les bras »[8]. Louis le Pieux prohiba cette épreuve en 819, l'accusant de parodier la Passion du Christ[9].

## Histoire

### L'ordalie en Mésopotamie
La pratique de l'ordalie, généralement dans un cours d'eau, est attestée dans la Mésopotamie antique, en particulier dans la première moitié du XVIIIe siècle av. J.-C. Elle fait l'objet de plusieurs lois du Code de Hammurabi, roi de Babylone à cette période. Par exemple, l'article 2 du Code prévoit le recours à l'ordalie fluviale (« plonger au dieu-fleuve ») ; en cas d'accusations de sorcellerie sans preuves probantes, c'est à la divinité du fleuve qu'il revient de désigner le coupable en épargnant ou non l'accusé :

« Si quelqu'un a imputé des sortilèges à quelqu'un (d'autre) mais ne l'a pas confondu, celui à qui des sortilèges ont été imputés ira au dieu-fleuve ; il plongera dans le dieu-fleuve et si le dieu-fleuve s'en empare, son accusateur prendra pour lui sa maison. Si le dieu-fleuve innocente cet homme, il s'en réchappe, celui qui avait imputé des sortilèges sera mis à mort ; celui qui a plongé dans le dieu-fleuve prendra pour lui sa maison. »

L'ordalie est surtout documentée par plusieurs lettres provenant du site de Mari (Syrie) et datées du règne de Zimri-Lim (1775-1762 av. J.-C.). La ville de Hit, située sur l'Euphrate et dirigée conjointement par Mari et Babylone, sert de lieu pour une ordalie fluviale. Cela est lié au fait qu'on y trouve un sanctuaire de la divinité du fleuve, à qui on fait appel pour trancher des litiges importants où les humains n'ont pas su désigner de coupables : affaires de trahison, d'adultère, de sorcellerie, litiges territoriaux. La nature des épreuves auxquelles sont soumis les représentants des parties en litige n'est pas bien comprise : il s'agit dans certains cas de plonger dans le fleuve et de nager au moins sur une certaine distance, il peut y avoir des abandons qui entraînent la perte du procès et aussi des morts par noyade,. Une lettre documente un tel drame, qui pousse la partie de la victime à se désister :

« Dis à mon Seigneur (Zimri-Lim) : ainsi (parle) Meptum, ton serviteur.

En ce qui concerne les gens qui devaient plonger pour Šubram et Haya-Sumu (deux rois opposés sur un litige territorial) que mon Seigneur m’avait envoyés, j’ai envoyé avec ce groupe des prud’hommes de confiance. Pour commencer, ils ont fait plonger une femme et elle, de sortir. Après elle, ils ont fait plonger un vieux. (En nageant) sur une distance de 80 (mesures) en plein milieu du Dieu, il a réussi puis est sorti. Après lui, on a fait descendre une deuxième femme, et, elle, de sortir. Après elle, une troisième femme, le fleuve (l’)a « épousée » (elle s'est noyée). Étant donné que le vieux (n’)avait prouvé de droits (que) sur une longueur de 80 (mesures) et que le fleuve a « épousée » la troisième femme, les gens de Haya-Sumu ont refusé que les trois dernières femmes soient soumises à la plongée. Ils sont convenus : « Ville et terre ne sont pas nôtres ». Le vieux, tombant aux pieds des gens de Šubram, dit : « Les femmes qui restent, ne les faites pas plonger, de peur qu’elles ne meurent ! Nous voulons bien produire une tablette de non-revendication au sujet de la ville et de la terre, si bien que nul ne revendique pour la suite des temps et que ville et terre soient à Šubram ». Par devant les prud’hommes, les « domestiques » babyloniens et les Anciens de la ville, on leur a fait rédiger une tablette de non-revendication. J’envoie donc maintenant ces gens qui devaient plonger chez mon Seigneur pour qu’il puisse les interroger. »

### L'ordalie au temps des pharaons
L'ordalie était connue des Égyptiens. Il s'agissait de s'en remettre aux dieux lorsqu'une décision de justice échappait aux hommes. Par exemple, lorsqu'il fallait déterminer le degré de noblesse d'un bébé né d'un père inconnu, l'enfant était jeté dans le Nil. Si celui-ci pouvait se réclamer d'une famille noble, il était sauvé par le dieu du Nil. Mais s'il ne l'était pas, alors il se noyait. C'est un rituel qui ne se réalisait qu'une seule fois car pour les Égyptiens, les dieux ne peuvent pas se tromper.

### Dans la Bible hébraïque
Le Livre des Nombres, chapitre 5.11-31, traite de la loi sur la jalousie :

« … il peut arriver à un homme que sa femme se conduise mal … si alors un esprit de jalousie s'empare de cet homme et qu'il soupçonne sa femme, … cet homme amènera sa femme au prêtre … Le prêtre la fera comparaître devant le Seigneur. Le prêtre prendra de l'eau sainte … prendra de la poussière du sol et la mettra dans l'eau… Le prêtre la décoiffera … Le prêtre fera prêter serment à la femme en lui disant : « S'il n'est pas vrai qu'un homme ait couché avec toi… sois préservée de cette eau d'amertume. Mais si tu t'es livrée à l'inconduite … » Le prêtre lui fera prêter serment d'imprécation en lui disant "Que le Seigneur fasse … dépérir ton sein et enfler ton ventre. Cette eau qui porte la malédiction va pénétrer dans tes entrailles. Et la femme répondra Amen, Amen ! Puis le prêtre écrira ces imprécations et les dissoudra dans l'eau d'amertume . Il (la) fera boire à la femme … et il arrivera ceci : … si elle s'est souillée son ventre enflera et son sein dépérira. Si au contraire elle ne s'est pas déshonorée … elle sera féconde. »

### Europe

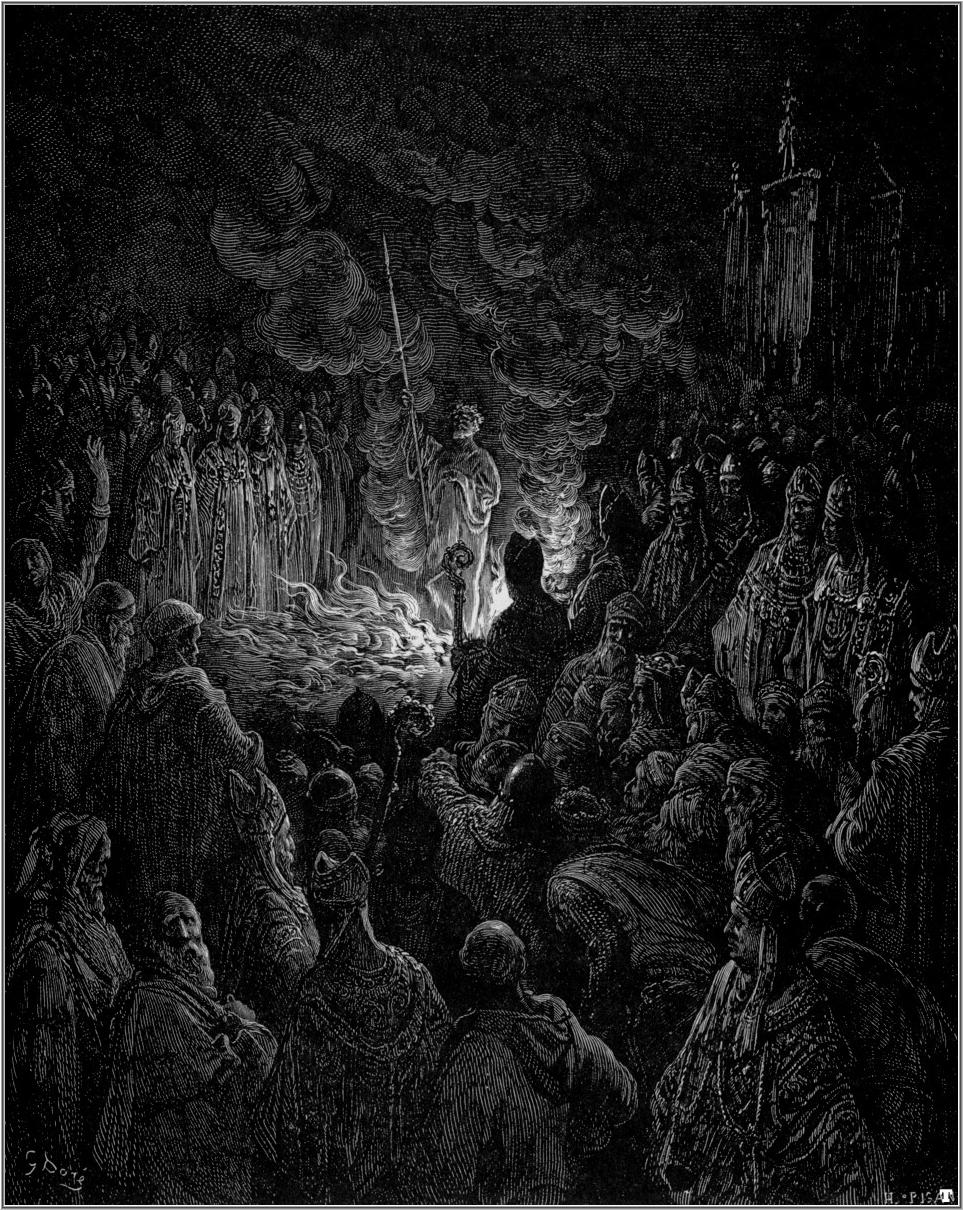
Pierre Barthélemy subissant l'ordalie par le feu, Gustave Doré.

L'ordalie est pratiquée en Grèce, durant la période archaïque. Marcel Detienne, dans son livre intitulé Les maîtres de la vérité dans la Grèce archaïque, se basant entre autres sur le témoignage de Théognis de Mégare, indique que ce type de pratiques était notamment courant à Mégare au VIe siècle av. J.-C..
Ce mode de jugement est utilisé à l'époque franque (476-987) de nombreuses manières jusqu'au milieu du Moyen Âge. À cette époque, la justice était tenue par chaque seigneur sur son territoire ; il la déléguait généralement à un prévôt accompagné d'une cour féodale (tribunal féodal appelé mallus). Il y avait comme aujourd'hui plusieurs degrés de juridiction ; le 1er degré était le tribunal du prévôt, et l'équivalent de la cour d'appel moderne était le sénéchal ou le bailli en fonction des régions. Un appel pouvait être formé devant la Curia regis, où l'on parle des cas avant de les décider, et qui deviendra plus tard le Parlement.
L'ordalie a un caractère religieux et magique très marqué, mais, en un sens, pré-chrétien ; en outre, d'un point de vue théologique, l'ordalie représente un test de la bonté divine, ce que la Bible condamne en ces termes : « Tu ne mettras pas à l’épreuve le Seigneur ton Dieu » (Luc IV, 12). Les théologiens interprètent cette phrase ainsi : demander à Dieu de rendre la justice est une façon, non pas de lui demander son aide, mais de le mettre à l'épreuve, c'est le mettre au défi de montrer sa puissance, donc son existence même. L'Église est donc clairement défavorable à ces ordalies importées par des peuplades païennes et elle préfère de loin le serment. Le concile de Valence condamne le duel judiciaire dès 855. Vers 887-888, le pape Etienne, dans une lettre à l'archevêque Ludbert de Mayence, condamne les aveux extorqués « par le fer ardent ou l'eau bouillante ».
Le duel judiciaire apparaît dès le VIe siècle chez les Burgondes, puis chez les Francs. Il est utilisé lorsque le serment est traité de faux. Il reste relativement rare avant l'an mil. Ce duel judiciaire se pratiquait en présence du roi ou de l'autorité territoriale concernée. Des champions, spécialistes du combat, représentaient le camp des plaignants.
On assiste à une multiplication des épreuves à partir du Xe siècle, du fer rouge à l'eau glacée. Ces différentes épreuves sont interdites en France dès le XIe siècle grâce aux institutions de paix mises en place sous l'influence de l'Église. En 1215, le concile de Latran rappelle la condamnation de l'Église de cette pratique, elle interdit d’assortir les ordalies par l’eau et le fer de cérémonies religieuses, elle dénie ainsi clairement le caractère divin (et donc la pertinence) de l'ordalie. En France, Saint Louis promulgue un édit en 1258 interdisant l'ordalie et remplace le recours à cette pratique par le serment purgatoire et le témoignage oral. Nombreux sont les historiens aujourd'hui qui affirment que l'Inquisition ne pratiquait pas l'ordalie et que cette croyance relève de ce qu'ils appellent la « légende noire de l'inquisition ».
Les duels judiciaires perdurent en France jusqu'au règne (1285 à 1314) de Philippe IV le Bel car l'aristocratie y trouve le moyen de démontrer son habileté aux armes. Le dernier duel judiciaire officiel a lieu le 10 juillet 1547, il est remporté par le baron de Jarnac grâce à un coup de poignard qui surprend son adversaire, le célèbre coup de Jarnac. Ces duels disparaissent complètement bien plus tard avec Richelieu (1585-1642). Pour autant, le pouvoir royal tente de l'interdire dès le règne de Saint Louis en 1260 par « l'ordonnance touchant les batailles » et la « preuve par témoins », la suppression de ce type de preuves par bataille marquant le passage de la procédure accusatoire à la procédure inquisitoire.
En Bretagne et plus spécifiquement dans le Trégor, les rituels entourant l'invocation de Saint-Yves-de-Vérité (saint Yves Hélory de Kermartin, patron de la Bretagne et des avocats) afin qu'il fasse mourir un adversaire, s'apparentent à une forme d'ordalie,.

### Dans certaines sociétés traditionnelles
En Afrique, cette pratique subsiste traditionnellement sous forme d’ordalies collectives par le poison (depuis la colonisation, elle est de plus en plus rarement donnée à la personne, mais à un poulet qui s'y substitue), ordalie à l'eau bouillante ; en Inde sous forme d'ordalie par les crocodiles. Ce phénomène tend à se développer dans des économies de pénurie ou de crise et est étudié par l'anthropologie du droit.
Dans l'épopée hindouiste Ramayana, l'héroïne subit l'ordalie par le feu, l'Agni Pariksha.

## Dans les œuvres de fiction
- De nombreux romans et films de cape et d'épée ont rendu populaire le jugement de Dieu sous forme de duel, qui aboutit toujours à la victoire du bien (droit et juste) sur le mal (fourbe et lâche).
- Sous la forme d'un duel à cheval puis d'un combat au sol au corps à corps se terminent les deux films : Le Miracle des loups (1961) d'André Hunebelle et Le Dernier Duel (2021) de Ridley scott
- Dans le film François Ier de Christian-Jaque, sorti en 1937, le personnage interprété par Fernandel doit subir l'épreuve du « jugement de Dieu » et il la gagne grâce au « coup de Jarnac » (et en prenant quelques libertés avec la vérité historique).
- Dans leur film Sacré Graal !, les Monty Python ironisent sur la logique « magique » qui se cache derrière le concept d'ordalie : un raisonnement en cascade abscons aboutit à condamner une femme comme sorcière parce qu'elle pèse le même poids qu'un canard.
- Dans le livre Le Trône de fer, ou encore dans Game of Thrones (la série télévisée adaptée), le personnage Tyrion Lannister invoque par deux fois une ordalie par combat[26].
- Jean-Claude Guillebaud, dans son livre intitulé La Trahison des Lumières, au chapitre VII, présente le débat et l'interview télévisuelle comme la reprise moderne des deux types d'ordalie.
- Le roman autobiographique d'Abdellatif Laâbi, racontant ses années de torture par le régime de Hassan II, a pris pour titre Le Chemin des Ordalies.
- Une ordalie a lieu dans l'avant-dernier épisode de la troisième saison de Vikings. Un jeune missionnaire chrétien se rend à Kattegat, village fictif où vivent les personnages principaux, dans l'espoir de les convaincre que les dieux nordiques n'existent pas et que seul Dieu est digne d'être reconnu. Toutefois, les habitants le regardent avec mépris, et la femme du chef lui propose une ordalie par le fer pour vérifier ses dires. Le jeune missionnaire attrape une première barre rougeoyante entre ses mains qui ressortent intactes, mais il se rend compte que cela se passe dans son imagination. En revanche, lorsqu'il prend réellement la barre de fer, il se brûle, hurle, puis il est tué.
- Dans le roman de Tristan et Iseult, Iseult doit prouver sa fidélité avec l'ordalie par le fer rouge. Grâce à un stratagème, elle réussit l'épreuve et en sort libre.
- Dans la BD Hyronimus de Cothias et Juillard, un moine inquisiteur fait subir l'ordalie par l'eau froide à une supposée sorcière qu'il a fait préalablement dénuder et ligoter. Heureusement, elle est innocente donc elle se noie et son âme va directement au ciel.
- Dans le manga One Piece d'Eiichiro Oda, les personnages principaux doivent traverser différentes ordalies, épreuves divines, avant de pouvoir se confronter à « Dieu » lui même, Ener. L'action prend place dans l'Arc de Skypea, Arc dans lequel le thème de la religion est très important.
- Dans la série télévisée Neverwhere (qui a donné lieu à un roman du même nom) de Neil Gaiman, il est question d'ordalie ; les protagonistes doivent récupérer une clé en passant des épreuves auprès des moines noirs qui en sont les gardiens.
- Ordalies, le tribunal de l'invisible. est un documentaire français de Corto Vaclav et Hadrien La Vapeur d'une durée  de 1 h 09 min, sorti en septembre 2022. En République du Congo, les juges du tribunal coutumier de Brazzaville, règlent la justice entre humains et esprits maléfiques, les conflits entre justiciables et sorciers.